# Mesenopsis bryaxis
Mesenopsis bryaxis är en fjärilsart som beskrevs av William Chapman Hewitson 1870. Mesenopsis bryaxis ingår i släktet Mesenopsis och familjen Riodinidae. Inga underarter finns listade i Catalogue of Life.